# Henning von Tresckow

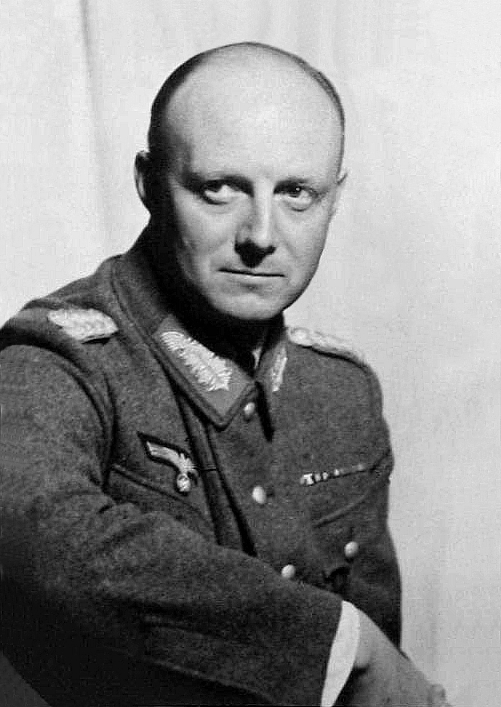
Generalmajor Henning von Tresckow (1944)

Henning Hermann Robert Karl von Tresckow (* 10. Januar 1901 in Magdeburg, Deutsches Reich; † 21. Juli 1944 bei Ostrów Mazowiecka, Bezirk Bialystok, Polen) war ein deutscher Offizier, zuletzt Generalmajor der Wehrmacht. Er war eines der entschlossensten Mitglieder und neben Oberst Claus Schenk Graf von Stauffenberg die zentrale Figur des militärischen Widerstandes gegen den Nationalsozialismus.

## Leben

### Herkunft und Jugend
Henning von Tresckow stammte aus der streng protestantischen und pflichtbewusst geprägten alten preußisch-märkischen Adelsfamilie von Tresckow, die auf eine lange Reihe von Offizieren in verschiedenen Heeren zurückblicken konnte. (Seine christliche Sozialisation sollte später auch eine Rolle bei seiner Gewissensentscheidung bezüglich des Widerstandes spielen.) Sein Vater Oberst Hermann (1849–1933), Brigadekommandeur in Magdeburg, war u. a. bei der Kaiserproklamation im Spiegelsaal von Versailles (1871) als Leutnant zugegen gewesen. Er hatte es schließlich in der preußischen Armee bis zum General der Kavallerie gebracht. Er wurde 1908 aus der Armee verabschiedet und verwaltete vordergründig bis zu seinem Lebensende das ihm 1900 vermachte Gut Wartenberg in der Neumark. Seine Mutter Marie-Agnes (1869–1926) war die Tochter des Grafen Robert von Zedlitz-Trützschler (1837–1914), ehemaliger preußischer Kulturminister unter Georg Leo Graf von Caprivi und nachmaliger Oberpräsident von Posen, Hessen-Nassau und Schlesien.
Henning von Tresckow wuchs in dieser militärisch geprägten Umgebung in der ostbrandenburgischen Neumark mit zwei Schwestern und zwei Brüdern auf. Das väterliche Gut Wartenberg, das er 1924 übernahm, war für ihn bis in den Zweiten Weltkrieg hinein ein wichtiger Rückhalt. Zunächst besuchte er die Elementarschule in Stettin und wurde dann mit seinem Bruder Gerd von einem Privatlehrer in Wartenberg unterrichtet, ab 1913 im Realgymnasium des Alumnats des evangelischen Klosters Loccum, das von 1890 bis 1923 in Goslar untergebracht war. Nach einem Notabitur trat er in das Deutsche Heer ein.

### Erster Weltkrieg
Im Juni 1917, sechzehnjährig, meldete sich Tresckow als Freiwilliger zum traditionsreichen Potsdamer 1. Garde-Regiment zu Fuß. Nach der Ausbildungsphase zum Fahnenjunker bei Reims und in Döberitz wurde er im Frühjahr 1918 an die Westfront versetzt und Zugführer einer Maschinengewehr-Kompanie, die „an Maas, Oise und Aisne, bei Ziers und Attigny, in den Argonnen und an der Champagne-Front“ eingesetzt war.
Als einer der jüngsten Leutnante (5. Juni 1918) der Truppe erhielt er bereits im Juli das Eiserne Kreuz II. Klasse. Nach dem Waffenstillstand kehrte er mit dem Regiment in die Garnison Potsdam zurück, wo dieses am 11. Dezember 1918 aufgelöst wurde.

### Weimarer Republik

#### Nachkriegsjahre
Tresckow blieb zunächst Offizier und wurde 1919 in die Reichswehr übernommen. Im Januar 1919 war er als Angehöriger des Regiments „Potsdam“ unter Major von Stephani an der Niederschlagung des Spartakusaufstandes beteiligt. Ein Text aus seinem Nachlass lässt auf Einflüsse Oswald Spenglers und Werner Sombarts schließen. 1920 verabschiedete er sich vorerst vom Militär.
Nun begann jedoch eine bemerkenswerte Episode in seinem Leben, die ihn später von den meisten Offizieren im Generalstab unterscheiden sollte: Er begann im Wintersemester 1920/21 ein Studium der Rechtswissenschaft an der Berliner Friedrich-Wilhelms-Universität. Dort hörte er auch Vorlesungen zu moderner Staatstheorie sowie Geld- und Börsenwesen; ein Jahr später setzte er das Studium in Kiel fort. Es blieb jedoch ohne Abschluss, da er bereits im Januar 1923 in das Potsdamer Bankhaus Wilhelm Kann eintrat und als Bankkaufmann an der Börse arbeitete. Hans Mommsen attestierte ihm später eine „bemerkenswerte Weltoffenheit“.
Vom Juli bis Dezember 1924 unternahm Tresckow gemeinsam mit Oberleutnant Kurt Hesse eine Weltreise, die ihn über Amsterdam, London, Paris und Lissabon nach Rio de Janeiro, Buenos Aires und Santiago de Chile führte. Die Reise musste er jedoch vorzeitig abbrechen, um mit seinem Vermögen das Familiengut zu retten. Er wurde Geschäftsführer einer kleinen Fabrik.

#### Wiedereintritt in die Reichswehr
Beförderungen
- 1918 Leutnant
- 1928 Oberleutnant
- 1934 Hauptmann
- 1939 Major i. G.
- 1940 Oberstleutnant i. G.
- 1942 Oberst i. G.
- 1944 Generalmajor

Am 1. Februar 1926 trat er mit Fürsprache des Reichspräsidenten Paul von Hindenburg, Generalfeldmarschall des Ersten Weltkrieges, wieder in die Reichswehr ein. Er wurde Zugführer in der 1. Kompanie des 9. (Preußischen) Infanterie-Regiments, das ebenfalls in Potsdam stationiert war und die Tradition des 1. Garde-Regiments zu Fuß fortführte. Am 1. Februar 1928 wurde er zum Oberleutnant befördert und übernahm die Stellung des Adjutanten des I. Bataillons. Noch Ende der 1920er Jahre trat er, auf Erneuerung hoffend, in Potsdamer Offizierskasinos werbend für die nationalsozialistische Bewegung auf. 1933 nahm der Offizier mit seinem Regiment, eingesetzt im Rahmen einer Parade, am „Tag von Potsdam“ teil. Viele spätere Widerstandskämpfer dienten in diesem Regiment, zur Zeit von Tresckows u. a. Hasso von Boehmer, Alexis von Roenne und Hans-Alexander von Voss.
Von Tresckow galt, wie auch andere spätere Verschwörer vor 1933, als Anhänger der „nationale[n] Bewegung“, was allerdings nicht ideologisch zu verstehen ist. Er befürwortete vielmehr eine parlamentarische Monarchie nach britischem Vorbild. Tresckow sah u. a. den Versailler Vertrag als Schmach an und betrachtete deshalb den Aufstieg der Nationalsozialisten in der Weimarer Republik zunächst mit Wohlwollen. Insbesondere die Weltwirtschaftskrise (1929) war für ihn eine Art „Quittung“ für zu „kurzsichtige Politik“. Bei der Reichstagswahl im November 1932 wählte er nach eigenen Aussagen Hitler. Er begrüßte letztlich die „Machtergreifung“.

### Entfremdung vom Nationalsozialismus
Am 1. Mai 1934 wurde Tresckow zum Hauptmann befördert. Erste Bedenken gegen den Nationalsozialismus kamen ihm wohl in der Folge der Röhm-Morde (Juni/Juli 1934), die er als Bruch jeden Rechtsgrundsatzes verurteilte. Von Juli 1934 bis September 1936 absolvierte Tresckow die Kriegsakademie in Berlin-Moabit und galt als der bei weitem Beste seines Jahrgangs. Zum 125-jährigen Bestehen der Kriegsakademie (1935) fungierte Tresckow als „Begleitoffizier“ des nachmaligen Widerstandskämpfers Ludwig Beck, Amtschef im Truppenamt, den er „sehr verehrte“. Im selben Jahr legte er eine Dolmetscher-Prüfung für Englisch ab.
1934 wurde er trotz innenpolitischer Bedenken bezüglich der Kirchenpolitik auf den Führer vereidigt. Am 28. September 1936 trat er – nach einer Reise nach England – seine neue Stelle in der 1. Abteilung des Generalstabs (Operationsabteilung) im Reichswehrministerium an. Sein direkter Vorgesetzter war zu dieser Zeit Major i. G. Adolf Heusinger. Später, im Juni 1943, sollte Tresckow Heusinger in die Verschwörung mit einweihen, was zu keinen dienstlichen Konsequenzen führte. Die Weisung vom 24. Juni 1937 hielt Tresckow zur Bearbeitung des Aufmarsches 23 (Grün) gegen die Tschechoslowakei an. Als Grundlage diente ein angenommener Zweifrontenkrieg mit Frankreich und der Tschechoslowakei. Er erkannte in dieser Stellung die militärischen Kräfte Deutschlands im Osten und Westen als unzureichend, was aus seiner Sicht das Reich zu einer Politik des Friedens verpflichtete. Eine ergänzende Weisung vom 21. Dezember 1937 verlangte von ihm eine aggressivere Neufassung des Plans. Erstmals bekam er so zumindest teilweise Einblick in Hitlers außenpolitische Ziele und erkannte sie als ein für das Reich äußerst gefährliches Vabanquespiel, da naheliegende Gegenzüge der mächtigen Nachbarstaaten in der Planung einfach übergangen wurden. Spätestens während der Sudetenkrise (1938) wollte er, dass sich die Wehrmacht gegen die nationalsozialistischen Machtmittel SS und Gestapo positionieren würde.
Der nächste Anlass, der ihn vom NS-Regime innerlich weiter entfernte, war die Blomberg-Fritsch-Krise im Februar 1938. In der Folge hatte er erstmals Kontakt mit oppositionell eingestellten militärischen und zivilen Kreisen im Umfeld des späteren Generalfeldmarschalls Erwin von Witzleben. Gemeinsam mit Wolf von Baudissin suchte er, sich von der Armee abwendend, das Gespräch mit Witzleben, Befehlshaber im Wehrkreis III. Dieser überzeugte von Tresckow, in der Armee zu bleiben. Klaus-Jürgen Müller machte die Krise später als entscheidenden Wendepunkt hin zur Opposition aus; nach Helmut Krausnick ist diese Interpretation zu kurz gegriffen.
Nach den Novemberpogromen 1938 stellte er sich auf die Seite der „entschlossenen Regimegegner“. 1938/39 war Tresckow dann aus machtpolitischen Gründen gegen einen Krieg eingestellt. Im real erlebten Dritten Reich legte er – wie auch andere Verschwörer – aus unterschiedlichen Gründen einstige mit den Nationalsozialisten geteilte Positionen ab.

### Zweiter Weltkrieg

#### Westfeldzug
Im Januar 1939 wurde Tresckow nach Elbing zur 21. Infanterie-Division versetzt (Chef der 10. Kompanie, III. Bataillon, Infanterie-Regiment 45). Am 1. März erfolgte die Beförderung zum Major. Mitte August 1939 wurde von Tresckow Ia in der 228. Infanterie-Division. Mit dieser nahm er am Überfall auf Polen teil und erhielt für die erfolgreiche Operationsführung der Division zunächst die Spange zum Eisernen Kreuz II. Klasse und Anfang Oktober I. Klasse. Der Offizier Tresckow stand zu dieser Zeit im „Widerspruch“ zwischen den militärischen Erfolgen in Polen und seiner Regimekritik. Später tat er seine Ablehnung der NS-Verbrechen in Polen kund.
Zum 23. Oktober 1939 wurde Tresckow auf Betreiben Generalleutnants Erich von Manstein, der ihn noch aus der Operationsabteilung des Generalstabes des Heeres kannte, in die Führungsabteilung der Heeresgruppe A (Gerd von Rundstedt) versetzt. Dort wurde der Major i. G. zunächst Gehilfe des I. Generalstabsoffiziers (Ia/op), ab 1. März 1940, nunmehr als Oberstleutnant i. G., Erster Generalstabsoffizier (Ia). Hier erhielt er unmittelbaren Einblick in die Auseinandersetzungen zwischen Heeresführung und Hitler um den von letzterem befohlenen Westfeldzug noch im Herbst/Winter 1939. In dieser Zeit begann sich auch die militärische Opposition für ihn zu interessieren; erste Kontakte hatte er mit Hans Oster. 1942 gelang es ihm, Oberleutnant d. R. Alexander Stahlberg bei von Manstein zu installieren, um diesen für den Widerstand zu gewinnen. Während er wohl noch von den Erfolgen des Frankreichfeldzuges beeindruckt war, änderte sich seine Stimmung merklich mit der Versetzung an die Ostfront im Juni 1941. So sprach Tresckow, der Hitler jegliche Fähigkeit zum Feldherrn absprach, von „militärische[m] Wahnsinn“ und einer „Amateurstrategie“.

#### Heeresgruppe Mitte
Am 10. Dezember 1940 wurde er Erster Generalstabsoffizier (Ia) der Heeresgruppe B, die im April 1941 in Heeresgruppe Mitte umbenannt wurde; in dieser Stellung – Chef des Generalstabes war Generalmajor Hans von Greiffenberg – blieb Tresckow für 30 Monate. Tresckow war zunächst indifferent, was die militärische Umsetzbarkeit der Planungen anging, erste Bedenken äußerten sich allerdings hinsichtlich einer möglichen Unterschätzung der Roten Armee. Relativ spät gestand er ein, dass es in Weißrussland weniger um die „allgemeine Eroberungsgier Hitlers“ ging, sondern eher um wirtschaftliche Interessen. Als Führungsoffizier der Heeresgruppe befahl er am 20. Juni 1941 die Unterstellung des Kommandostabs Reichsführer SS unter das XXXXII. Armeekorps; am 27. Juni wurden die Einheiten allerdings zurückgezogen. Mit SD und SS bestanden überdies „logistische Absprachen und eine taktische Zusammenarbeit“, sie waren allerdings in der Ausführung unabhängig. Gegen das punktuelle Eingreifen der SS-Führung in die Organisation seines Verbandes protestierte er. Auch widerstrebte ihm, dass die Wehrmacht in Verbrechen einbezogen werde. Auf Ablehnung stießen bei Tresckow insbesondere der Vernichtungskrieg und die überzogene strategische Kriegsführung. Trotzdem ließ die Heeresgruppe zu, wie gleichermaßen Juden, Frauen, Kinder und Greise von der Partisanenbekämpfung betroffen waren. Von Tresckow hatte davon Kenntnis, wenngleich er laut Zeugenaussagen diesen nicht ausdrücklich zugestimmt habe oder daran teilnahm. Er hätte sie jedoch in seiner Position ohnehin nicht beenden können. Im Herbst 1941 erhielten er und der Feldnachrichtenoffizier von Gersdorff von Generalfeldmarschall Fedor von Bock, dem Oberbefehlshaber der Heeresgruppe, die Genehmigung, eine Armee aus 200.000 russischen Befreiungskämpfern (später „Wlassow-Armee“) aufzustellen. Am 7. Juni 1942 reiste von Tresckow in das OKH Mauerwald, wo er einen Tag später die Personalien mit von Roenne besprach. Von Tresckow erkannte, wie durch die Rekrutierung russischer Freiwilliger die „verheerende Ostpolitik Hitlers […] unterlaufen“ werden konnte. Auch daher waren ihm die „umfangreiche[n] Mordaktionen“ des Regimes nach Beginn des Überfalls auf die Sowjetunion zuwider.
Von Tresckow bemühte sich wiederholt vergeblich, Fedor von Bock, der ein Cousin seiner Ehefrau war, dazu zu bewegen, den völkerrechtswidrigen Kriegsgerichtsbarkeitserlass zurückzunehmen. Der „Kommissarbefehl“, der von Generaloberst Alfred Jodl, Chef des Wehrmachtführungsstabes beim Oberkommando der Wehrmacht unterzeichnet wurde, wurde hingegen anfangs noch hingenommen, später dann ebenfalls kritisiert. Von Bock ließ vertraulich wissen, dass er und General Hans von Salmuth nach Mitteln und Wegen suchten, ihre Divisionsbefehlshaber davon zu überzeugen, diesen Befehl zu ignorieren. Man versuchte in der Heeresgruppe derartige Befehle abzuschwächen bzw. andere Heeresgruppen umzustimmen, wenngleich der Erfolg dieser Bemühungen bis heute umstritten ist. Die durch das Oberkommando des Heeres hingenommenen Befehle „verstärkten“ auch seine Ablehnung der Politik Hitlers. Das Wissen um bestimmte Verbrechen – das Massaker von Borissow (20./21. Oktober 1941) ereignete sich in unmittelbarer Nachbarschaft – „bestärkte“ ihn seit dem Sommer ebenso in seiner oppositionellen Haltung. Später (November 1942) nannte von Tresckow das Vorgehen der SS in einem dokumentierten Brief bestürzt eine „planmäßige Ausrottung von Menschen“. Nachdem die Interventionsversuche bei von Bock und später bei Generalfeldmarschall Günther von Kluge scheiterten, Hitler umzustimmen, installierte von Tresckow gezielt Vertraute wie Rudolf-Christoph von Gersdorff, Carl-Hans Graf von Hardenberg, Berndt von Kleist, Friedhelm Graf von Matuschka, Fabian von Schlabrendorff und Georg Schulze-Büttger in der Heeresgruppe. Zu den Verschwörern sollten später neben Generalstabsoffizieren etliche Reserveoffiziere, vor allem aber Offiziere aus dem Infanterie-Regiment 9 zählen. Als problematisch ist hingegen die Personalie Arthur Nebe zu werten, der zwar einerseits Kontakt zum militärischen Widerstand unterhielt, andererseits aber als Kommandeur der SS-Einsatzgruppe B zu einem exponierten Vertreter der NS-Vernichtungspolitik wurde.

#### Verschwörung und Anschlagsversuche
Seit Herbst 1941 avancierte von Tresckow zu einem der maßgeblichen Akteure im militärischen Widerstand. Er, der bisher nur lose Kontakte zu Ludwig Beck und Hans Oster unterhalten hatte, schickte im September 1941 seinen Vetter, den Ordonnanzoffizier Oberleutnant d. R. Fabian von Schlabrendorff, nach Berlin, um echte Kontakte zum zivilen Widerstand (zu dem auch Carl Friedrich Goerdeler als zentrale Figur gehörte) zu knüpfen. Spätestens Anfang 1942 befasste sich von Tresckow aufgrund der Rückschläge in der Schlacht um Moskau (1941) aktiv mit der Attentatsoption. Am 1. April 1942 wurde Tresckow, am 2. Januar 1943 mit dem Deutschen Kreuz in Gold ausgezeichnet, zum Oberst im Generalstab ernannt. Am 25. Januar 1943 traf er sich mit Goerdeler und Olbricht in Berlin, um den Umsturz zu koordinieren. Ferner wollte er von Kluge – mit der Unterstützung des ehemaligen Leipziger Oberbürgermeisters Goerdeler – dazu bewegen, dass die Feldmarschälle Hitler bedrängen sollten. Von Tresckow wurde zur wichtigsten Figur hinter verschiedenen Attentatsplänen auf Hitler. So entwarf er in seiner Stellung zunächst ganz unabhängig von Stauffenberg Varianten mit der Pistole – als Attentäter oder als Exekutionspeletons – und mit Sprengstoff. „Wir dürfen nicht fackeln, nicht straucheln“, rechtfertigte er das Vorhaben. „Deutschland und die Welt von dem größten Verbrecher der Weltgeschichte“ zu befreien, „ist den Tod einiger weniger Unschuldiger wert“. Und weit mehr als Unverstand fürchtete er die Scham, überhaupt nicht gehandelt zu haben.
Er beauftragte im Sommer 1942 von Gersdorff, einen geeigneten Sprengstoff für ein Attentat auf Hitler zu besorgen. Dieser entschied sich nach Tauglichkeitserprobungen am Dnjepr für eine britische Haftmine, eine „Clam“, etwa so groß wie ein Buch und leicht zu verbergen. Zusammen mit von Schlabrendorff schmuggelte Tresckow am 13. März 1943 eine als zwei Flaschen Cointreau getarnte Box, gefüllt mit Sprengstoff mit chemischem Zeitzünder, in Hitlers Flugzeug Focke-Wulf Fw 200 „Condor“ – Oberstleutnant Heinz Brandt, ein Begleiter Hitlers, hatte nichtsahnend eingewilligt, den Likör mit scharfem Säurezünder für Oberst Hellmuth Stieff (an den von Tresckow im Februar 1943 in Sachen Widerstand herangetreten war) zu transportieren. Doch die eingeweihten Mitverschwörer in Berlin warteten vergeblich auf die Meldung vom Absturz des auf dem Weg nach Rastenburg befindlichen Flugzeuges. Das Päckchen mit dem Sprengstoff wurde im Frachtraum des Flugzeuges transportiert, wo es höchstwahrscheinlich vereiste und der Zündmechanismus versagte. Wenige Tage später ergab sich eine zweite Gelegenheit. Tresckow war es nach einer langen Unterredung gelungen, von Gersdorff zu einem Selbstmordattentat zu bewegen. Gersdorff sagte zu, sich bei der Eröffnung einer Ausstellung russischer Beutewaffen am 21. März 1943 im Berliner Zeughaus mit Hitler in die Luft zu sprengen. Der Versuch scheiterte.
Vom 25. Juli bis 9. Oktober 1943 in die Führerreserve nach Berlin versetzt, forderte er Margarethe von Oven als Sekretärin für sein Büro an. Von Tresckow manipulierte über den Kontakt Olbricht zusammen mit Claus Schenk Graf von Stauffenberg, den er schon vorher kannte und mit dem er die Ablehnung des Massenmordes an den Russen und Juden teilte, die Befehle der „Operation Walküre“ so, dass das „Ersatzheer“ im Sinne der Verschwörer agierte. Damit sollte der Putsch quasi offiziell auf dem Dienstweg verordnet werden. Die Chancen einer erfolgreichen Übernahme der Staatsgewalt waren jetzt deutlich gestiegen. Allerdings fehlte zur Ausführung nach wie vor ein entschlossener Attentäter. Tresckow selbst hatte keinen Posten, der ihm ungehinderten Zugang zu Hitler ermöglicht hätte. Noch im September 1943 beschaffte er bei der Heeresgruppe Mitte britischen Plastiksprengstoff, den er nach Berlin verbrachte. Zunächst wurde er im Oktober 1943 Kommandeur des Grenadier-Regiments 442 der am Südabschnitt der Ostfront eingesetzten 168. Infanterie-Division (8. Armee, Heeresgruppe Süd). Bereits am 20. November wurde er zum Chef des Stabes der 2. Armee (Heeresgruppe Mitte) unter Generaloberst Walter Weiß ernannt. In dieser Stellung war er von den Vorgängen in Berlin eher isoliert, da die Armee mit unzureichenden Kräften in schweren Abwehrkämpfen stand, und Stauffenberg wurde zum neuen Zentrum der Verschwörer.
Am 1. Juni 1944 wurde von Tresckow mit 43 Jahren zum Generalmajor ernannt. Anfang 1944 konnte er Rittmeister Eberhard von Breitenbuch als Hitler-Attentäter rekrutieren; die Ausführung scheiterte. Neben Stauffenberg war von Tresckow die treibende Kraft hinter dem Umsturzplan des 20. Juli 1944. Er entwickelte aus einem unbedingten Willen heraus einen Plan weiter, der mit General Friedrich Olbricht, Chef des Allgemeinen Heeresamtes, umgesetzt werden sollte. Das Unternehmen Walküre sah vor, zunächst eine Militärdiktatur zu errichten, wobei die mittelfristigen politischen Ansichten der Oppositionsteilnehmer auseinandergingen; von Tresckow beispielsweise lehnte einen autoritären Staat, wie ihn Goerdeler wollte, ab. Außerdem wurde er als anglophil beschrieben. Der Widerstand war nationalkonservativ geprägt und zum Teil (u. a. von Stauffenberg und von Tresckow) moralisch über die begangenen Verbrechen entrüstet; für die Militärs standen überdies speziell das Ansehen der Armee und die Abwendung einer Niederlage im Mittelpunkt. Der Krieg im Osten sei dann falsch, wenn er sich gegen das russische Volk richte; er müsse einzig in antibolschewistischer Manier das Sowjetsystem bekämpfen. Von Tresckow stand im engen Kontakt zu den Kreisen um Ludwig Beck, Carl Friedrich Goerdeler, Helmuth James Graf von Moltke und Peter Graf Yorck von Wartenburg, wodurch der Widerstand immer auch eine politische Komponente hatte. Sein Verdienst ist es auch, dass sich die oppositionellen Kontakte auf Carl-Heinrich von Stülpnagel (Paris) und Alexander von Falkenhausen (Brüssel) ausdehnen konnten. Weitere Kontakte bestanden etwa zu Friedrich von Rabenau, der sich zwar nicht am Attentat beteiligte, wohl aber als Mittelsmann fungierte. Mit seinen Umsturzplanungen trug von Tresckow wesentlich zur Führungsrolle des militärischen Widerstandes innerhalb der Opposition bei. Jedoch wurde er kurz vor der Ausführung des Anschlags an die Ostfront abkommandiert und konnte so nicht aktiv am Umsturz teilnehmen.
Ende Juni 1944 unterzeichnete Tresckow einen Befehl, der forderte, „den Banden abgenommene Jungen und Mädchen im Alter von 10 bis 13 Jahren […] ins Reich abzuschieben“. Der Befehl erfolgte im Rahmen der „Heuaktion“, bei der im Bereich der Heeresgruppe Mitte Zehntausende weißrussische Kinder zur Zwangsarbeit nach Deutschland verschleppt wurden. Diese Verschleppung der Zivilbevölkerung wurde in den Nürnberger Prozessen gemäß Artikel 6 des Prozessstatuts als Verbrechen gegen die Menschlichkeit eingestuft. Winfried Heinemann (1998/2000) konstatierte, dass sich von Tresckow – der nur begrenzte „Handlungsspielräume“ hatte – aufgrund der geänderten Verschleppungspolitik der Nationalsozialisten nunmehr mit Kindern befassen „musste“. Neben einer „politischen Einsicht“ war es vermutlich das „Wissen um die eigene Schuld, das ihn zum Handeln“ gegen Hitler bedrängte.

#### Neuere Forschungsdebatten
Christian Gerlach, der bereits 1995 einen kritischen Artikel zum Widerstand anlässlich der Wehrmachtsausstellung des Hamburger Instituts für Sozialforschung verfasst hatte, vertrat 1999 die These, dass „selbst Oppositionelle bis hin zu v. Tresckow und v. Gersdorff offenbar aus eigener Initiative aktiv bei der deutschen Vernichtungspolitik“ mitwirkten. Gerlach argumentierte, dass Tresckow an der Planung von Vergeltungsmaßnahmen gegen Partisanen wegen eines Überfalls auf die Bahnstation Slawnoje im August 1942 beteiligt war. Im Jahr 2000 begegnete Gerlach seinen Kritikern aus Politik (Klaus von Dohnanyi, Sohn des Widerstandskämpfers Hans von Dohnanyi) und Publizistik (Günther Gillessen) mit einer chronologischen Aufbereitung der „verbrecherischen Befehle“. Hans Mommsen erschien deshalb eine Überprüfung notwendig, inwieweit Verschwörer des 20. Juli „unmittelbar“ an Verbrechen an der Ostfront beteiligt gewesen waren. Was von Tresckow angehe, sei dieser, vielleicht ab 1941 aufgrund der militärischen Lage zunehmend ernüchtert, sich „nicht hinreichend darüber im Klaren“ gewesen, was er unter dem Vorwand „Partisanenbekämpfung“ tatsächlich zu verantworten hatte. Klaus Jochen Arnold hingegen hält Gerlachs Analyse für „simplifizierend“. Sie beruhe „wesentlich darauf, dass die Prozesshaftigkeit der Entwicklungen übersehen und die komplexen Hintergründe nicht berücksichtigt werden“. Winfried Heinemann (2004) urteilte in Bezug auf die Verstrickung in Kriegsverbrechen, dass Tresckow nicht die „individualistisch-moralische Konsequenz“ zog und sich beispielsweise von der Ostfront versetzen ließ, sondern „verantwortungsethisch-politisch“ gehandelt habe: „Wichtiger, als selbst schuldfrei zu bleiben, war es, das System zu stürzen. […] [Gerlachs] bloße Auflistung von ‚Besatzungsverbrechen‘ ohne die konkrete Analyse der jeweiligen Zusammenhänge zwischen militärischen Notwendigkeiten, dem politischen Wertehorizont und dem Zwang zu konspirativem Vorgehen wird der komplexen Situation nicht gerecht, in der sich Generalstabsoffiziere befanden, die mitten im Krieg den Staatsstreich planten.“ Hermann Wentker merkte 2007 auf einer wissenschaftlichen Tagung an: „Ob [sich Tresckow in obigem Zusammenhang] aktiv an der Planung von Repressalmaßnahmen gegen Partisanen beteiligte oder nur eine Anordnung Hitlers weitergab, geht […] aus den Darlegungen Gerlachs nicht zweifelsfrei hervor“. Wentker resümierte: „Die Verschwörer der Heeresgruppe Mitte lehnten […] die unterschiedslose Erschießung der Juden und ein allzu rigoroses Vorgehen gegen die Zivilbevölkerung ab.“ Gleichzeitig waren sie „nicht in der Lage, sich der zunehmenden Brutalisierung der Kriegsführung im Osten zu entziehen.“ Hier ist insbesondere die Bekämpfung von Partisanen zu nennen.
Von 2004 bis 2006 wurde in den Vierteljahrsheften für Zeitgeschichte ein „histographische[r] Streit um die Neubewertung des Widerstandes in der Heeresgruppe Mitte“ ausgetragen: So schloss Johannes Hürter direkt an Gerlachs Forschungen an und zeigte anhand von neuen Dokumenten aus dem Zentralarchiv des Bundesbeauftragten für die Stasi-Unterlagen – u. a. ein abgezeichnetes Dokument der Einsatzgruppe B (1941) –, dass der militärische Widerstand um Tresckow „sehr frühzeitig und in bisher unbekanntem Umfang über die Massenmorde der SS und Polizei in ihrem Befehlsbereich unterrichtet waren“. In Gerhard Ringshausens Replik hieß es: „Die Vermutung, daß Tresckow und Gersdorff neben ihren Vorgesetzten ‚nach allem dafürhalten‘ die Texte ‚gelesen‘ haben, sagt nichts aus über deren Wahrnehmung, geschweige denn über ihre Zustimmung.“ Hermann Graml attestierte Hürter eine „geschichtspolitische Absicht“. Seine „Fehlschlüsse“ seien „nur durch die Ausklammerung der Gesamtpersönlichkeit von Tresckow und anderen Offizieren, allein also durch ein gefährlich punktuelles Urteil“ erklärbar. Dem hielt Hürter in seiner gemeinsam mit Felix Römer verfassten Replik entgegen, dass „Graml die Entwicklungsprozesse“ ausblende, „die erst nach und nach die Bereitschaft zum Staatsstreich schufen“. In der „Hürter-Graml-Kontroverse“ wurde – wie Ulrike Jureit auf der „XXI. Königswinterer Tagung“ der Forschungsgemeinschaft 20. Juli 1944 von 2008 zusammenfasste – einerseits vertreten, dass der gescheiterte Blitzkrieg im Herbst 1941 ausschlaggebend für den Widerstand gewesen sei (Hürter), und andererseits daran festgehalten, dass das Massaker von Borissow die Wende gebracht habe (Graml). Außerdem standen die Beweggründe der Offiziere um Tresckow zum Widerstand und der „Quellenwert autobiographischer Erinnerungen“ in der Diskussion. Peter Hoffmann forderte aufgrund von Unstimmigkeiten in einer Schlussbetrachtung, dass „die Wissenschaft ein Vermächtnis einzulösen und die umfangreich erhaltenen Quellen in den deutschen und russischen Archiven sorgfältiger auszuwerten“ habe, „nicht nur mit dem Ziel, den passenden Beleg für eine vorgefasste These zu finden“.
2007 legte Peter Hoffmann Dokumente aus dem Archiv des Föderalen Sicherheitsdienstes der Russischen Föderation (FSB) vor, die zeigen, wie weit die militärischen Verschwörer, allen voran Tresckow, mit ihren Staatsstreichplänen bereits 1943 fortgeschritten waren und dass ihre Unterstützung innerhalb der Wehrmacht – wenn man das Spitzenpersonal ausnimmt – größer war als bisher bekannt. Peter Broucek interpretierte den Fund als möglicherweise revolutionär in Bezug auf die „‚europäischen‘ Verbindungen der Verschwörer und wohl auch auf das damals von der Landkarte verschwundene Österreich aus der Sicht der Verschwörer“.

### Der 20. Juli 1944
Von Tresckow und andere Gegner des NS-Regimes trafen sich oft konspirativ u. a. auf Schloss Neuhardenberg von Carl-Hans Graf von Hardenberg. Sie hatten die Hoffnung, durch ein Attentat auf Hitler ein anderes, zivilisierteres Deutschland begründen zu können.

„Das Attentat muß erfolgen, coûte que coûte [Anm.: französisch für ,Koste es, was es wolle’]. Sollte es nicht gelingen, so muß trotzdem in Berlin gehandelt werden. Denn es kommt nicht mehr auf den praktischen Zweck an, sondern darauf, daß die deutsche Widerstandsbewegung vor der Welt und vor der Geschichte unter Einsatz des Lebens den entscheidenden Wurf gewagt hat. Alles andere ist daneben gleichgültig.“

Noch im Mai 1944, vor seiner Versetzung, brachte er die durch Stauffenberg umgesetzte Variante Führerhauptquartier ins Spiel. Er sollte bei gelungenem Attentat „Chef der Deutschen Polizei“ werden. Im Juni und Juli 1944 hatte Tresckow allerdings an der Ostfront auf seinem Posten alle Hände voll zu tun (→ Operation Bagration). Die 2. Armee, deren Stabschef Tresckow war, hatte als einziger Verband der Heeresgruppe Mitte den Beginn der sowjetischen Sommeroffensive intakt überstanden und musste nun die Hauptlast bei den Versuchen des Generalfeldmarschalls Walter Model tragen, wieder eine zusammenhängende deutsche Abwehrfront zu errichten. Die extrem kritische Lage, in der sich die gesamte deutsche Ostfront ab dem 22. Juni 1944 befand, dürfte einer der Hauptgründe für die von Schlabrendorff geschilderte Entschlossenheit Tresckows gewesen sein. Als Stabschef der 2. Armee hatte er wie auch Stauffenberg einen genügend tiefen Einblick in die militärische Gesamtsituation, um zu wissen, dass es nicht mehr lange bis zur endgültigen Niederlage des Dritten Reiches dauern würde. Er konnte von seiner Position aus lediglich die Herausnahme eines Kavalleriebataillons durch die Brüder Philipp und Georg Freiherr von Boeselager decken, das für die Absicherung des Putsches in Berlin vorgesehen war.
Tresckow erfuhr erst am Nachmittag des 20. Juli 1944 von der Ausführung des Attentats durch von Stauffenberg und dass dieses offenbar gescheitert sei. Gewissheit über den erfolglosen Ausgang des Umsturzversuchs erlangte er aber erst gegen Mitternacht, als er über die Rede Hitlers im Rundfunk informiert wurde. Nach Tresckow hatten sich die Verschwörer ein blutgetränktes „Nessoshemd“ angezogen. Sie entschieden sich „für ein Leben in der Wahrheit und zugleich für eine Existenz am Rande des Todes“ (Peter Steinbach).

### Tod

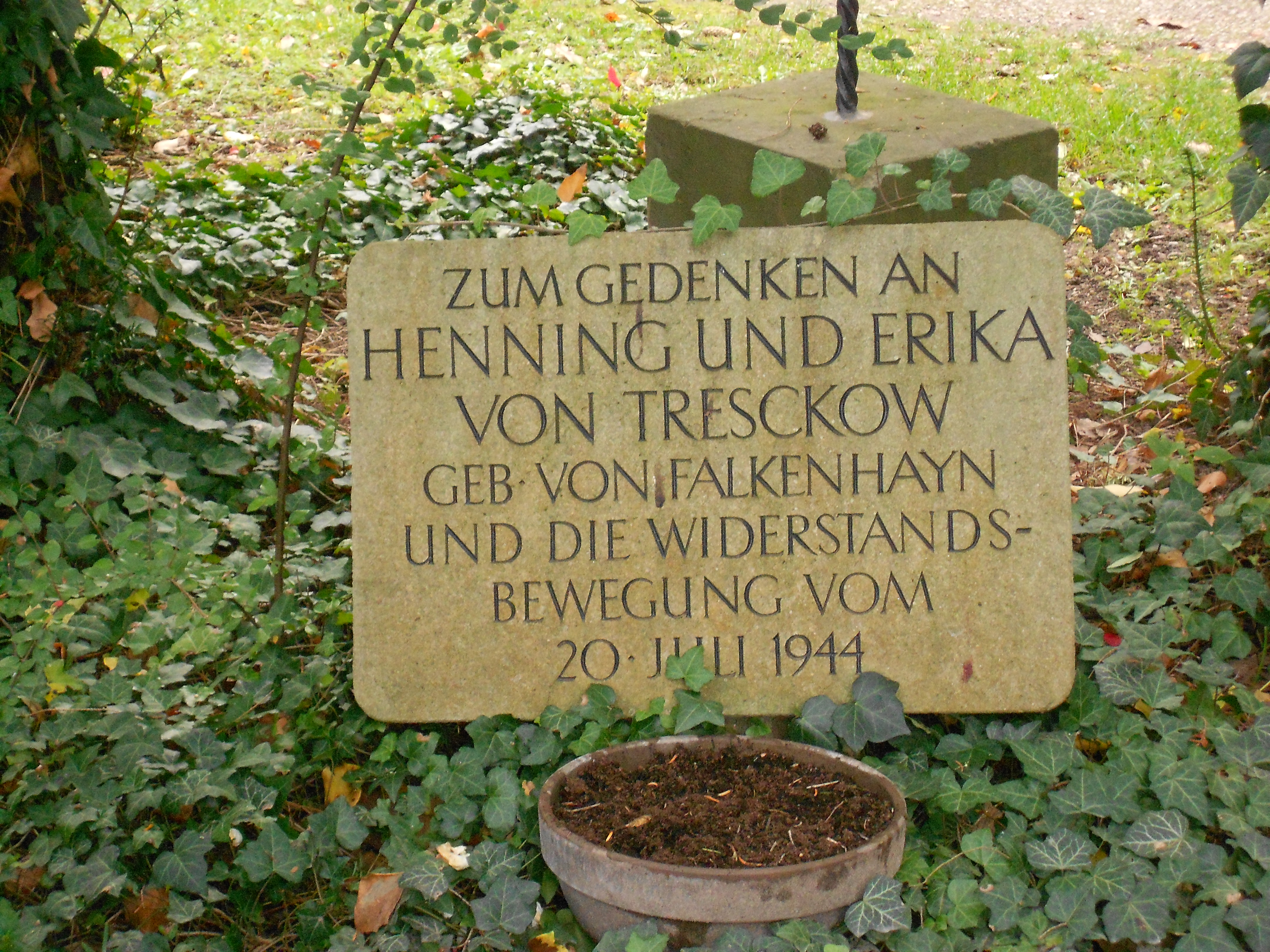
Gedenkstein, Bornstedter Friedhof

Um nicht bei der erwarteten mit Folter verbundenen Untersuchung die Namen weiterer Beteiligter preisgeben zu müssen – zu den Russen wollte er nicht überlaufen –, entschloss sich Tresckow zum Suizid. Er fuhr am Morgen des 21. Juli an die Front nahe Ostrów Mazowiecki (Bezirk Bialystok) und nahm sich mit einer Gewehrgranate in einem Waldgebiet das Leben, auf diese Weise einen Partisanenüberfall vortäuschend. Am 24. Juli meldete der Wehrmachtbericht, dass der Generalmajor „in vorderster Linie den Heldentod“ gefunden habe. Sein Leichnam wurde nach Gut Wartenberg überführt, wo er – ohne militärische Ehren – am 27. Juli bestattet wurde.
Gerüchte über einen Selbstmord verdichteten sich. Feldrichter Wilken von Ramdohr und die Gestapo verhörten Verschwörer des 20. Juli 1944, unter anderem Erich Fellgiebel. Dabei wurde die Beteiligung Tresckows teilweise aufgedeckt. Am 4. August 1944 wurde er durch den „Ehrenhof“ des Deutschen Heeres aus der Wehrmacht ausgestoßen.
Kriminalkommissar Habeker (RSHA) bezeichnete ihn gegenüber der Ehefrau – die gemeinsam mit der Sekretärin Margarethe von Oven im Verborgenen die Pläne für Innere Unruhe schrieb – als „Spiritus rector“ der Verschwörer. Die Gestapo ließ im August 1944 den Sarg mit der Leiche exhumieren und im Krematorium des KZ Sachsenhausen in Oranienburg bei Berlin vor den Augen des zuvor schwer misshandelten von Schlabrendorff, der eine Teilaussage machte, verbrennen.
Tresckow schreibt in Vorausschau auf seinen bevorstehenden Tod und in Rückschau auf die Attentatspläne auf Hitler: „Jetzt wird die ganze Welt über uns herfallen und uns beschimpfen. Aber ich bin nach wie vor der felsenfesten Überzeugung, dass wir recht gehandelt haben. Ich halte Hitler nicht nur für den Erzfeind Deutschlands, sondern den Erzfeind der Welt.“

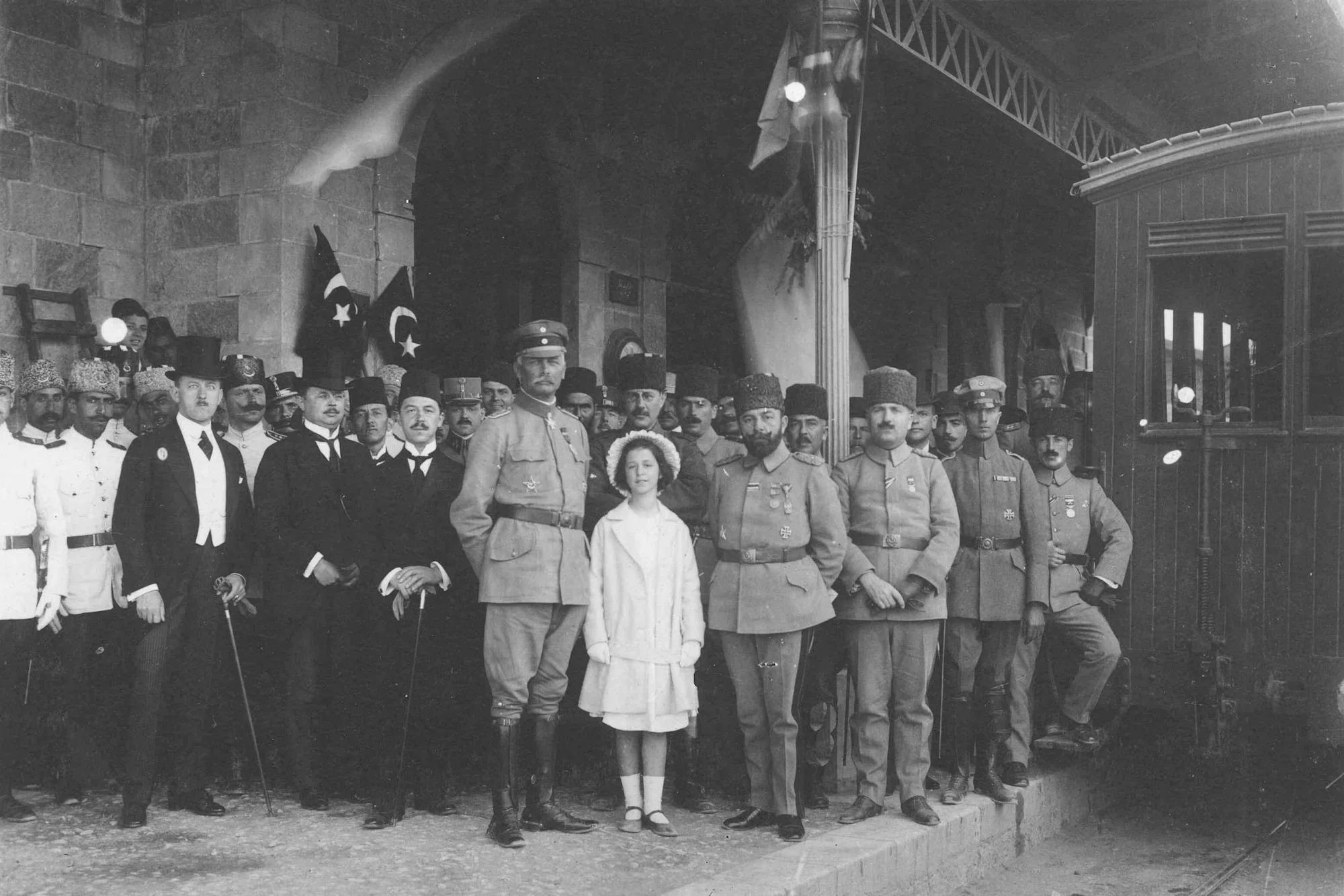
Erika von Falkenhayn 1917 im Bahnhof Jerusalem rechts neben ihrem Vater Erich mit weiteren Militärs und Konsuln (u. a. Heinrich Brode)

## Familie
Am 18. Januar 1926 heiratete der gläubige evangelische Christ die auf Schloss Lindstedt lebende Erika („Eta“) von Falkenhayn (1904–1974), eine Tochter des einstigen preußischen Generals der Infanterie, preußischen Kriegsministers und Chef des Großen Generalstabs Erich von Falkenhayn (1861–1922), in der Bornstedter Kirche. Die Flitterwochen verbrachten sie an der Riviera. Das Paar hatte zwei Söhne und zwei Töchter: Mark, Rüdiger, Uta und Adelheid. Tresckow wohnte u. a. in Berlin-Westend, am Stadtkanal und anderen Adressen in Potsdam. Im Sommer 1943 wohnte er bei seiner Schwester Marie Agnes, die mit dem Landeshauptmann der Provinz Brandenburg Dietloff von Arnim (1876–1945) verheiratet war, in der Villa von Arnim in Potsdam-Neubabelsberg am Griebnitzsee.
Der Logik der nationalsozialistischen Sippenhaft folgend wurde Frau von Tresckow ab 15. August 1944 für sieben Wochen inhaftiert. Die beiden Töchter wurden im Kinderheim im Borntal in Bad Sachsa interniert. Der älteste Sohn fiel siebzehnjährig 1945 an der Front. Sohn Rüdiger (1928–2012) wurde Geschäftsinhaber der BHF-Bank. Die Tochter Uta war mit dem Darmstädter Historiker Karl Otmar Freiherr von Aretin (1923–2014) verheiratet, der 1943 Stauffenberg noch kennengelernt hatte.

## Ehrungen und Würdigungen

### Traditionsverständnis der Bundeswehr

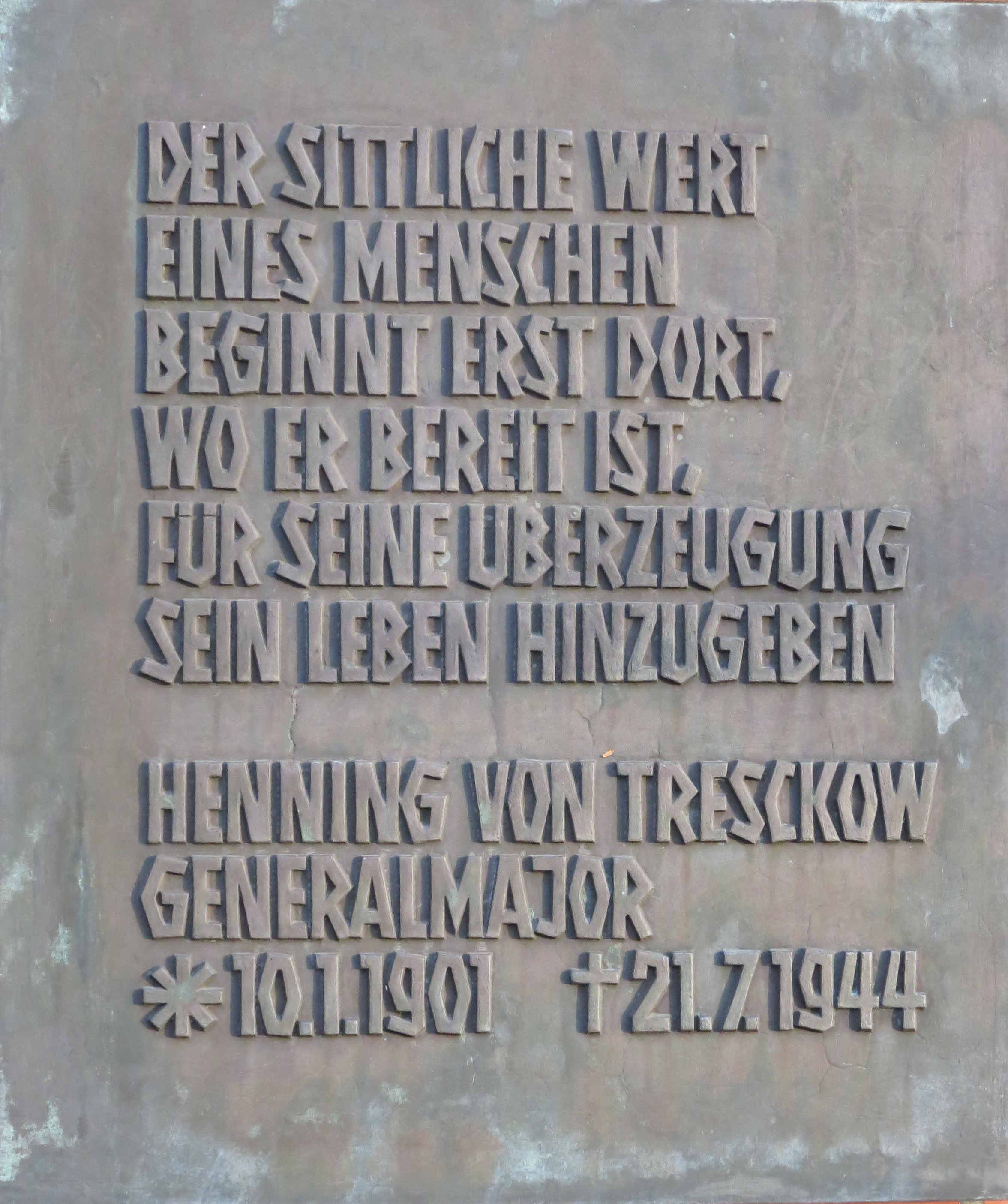
Inschrift am Haupttor der Henning-von-Tresckow-Kaserne in Oldenburg

In Oldenburg ist seit 2015 der Stab 1. Panzerdivision (vormals der Stab der Luftlandebrigade 31 „Oldenburg“ und Teile des Luftlandeunterstützungsbataillons 272) in der Henning-von-Tresckow-Kaserne stationiert, die 1961 nach dem Widerstandskämpfer Tresckow benannt wurde. Eine Inschrift am Haupttor lautet: „Der sittliche Wert eines Menschen beginnt erst dort, wo er bereit ist, für seine Überzeugung sein Leben hinzugeben“ (überliefertes Zitat Tresckows).
Das Einsatzführungskommando der Bundeswehr befindet sich in der Henning-von-Tresckow-Kaserne in Schwielowsee bei Potsdam. Die Namensgebung der Kaserne erfolgte im Jahr 1992. Seit 1992 findet dort eine Gedenkveranstaltung mit Andacht und Kranzniederlegung unter Anwesenheit von Ehrengästen statt; die Festrede wurde in den letzten Jahren durch auch hochrangige Persönlichkeiten wie Reinhold Robbe (2008), Winfried Heinemann (2009), Jörg Schönbohm (2010), Antje Vollmer (2011), Jutta Limbach (2012), Hans-Dietrich Genscher (2013), Klaus Naumann (2014) und Matthias Weber (2015) gehalten.
2004 wurde an der Führungsakademie der Bundeswehr (FüAkBw) in Hamburg das sanierte Henning-von-Tresckow-Gebäude eingeweiht. Gemeinsam mit Generalmajor Hans-Christian Beck und dem Widerstandskämpfer Philipp Freiherr von Boeselager wurde überdies die Bronzebüste Tresckows (gestaltet durch den Kreuzberger Bildhauer Rudolf P. Schneider) enthüllt.

### Kommunale Namensgebungen
Nach Tresckow benannte Straßen bzw. Wege gibt es u. a. in Frankfurt am Main, Kiel, Magdeburg (1991), Potsdam (1990), Soltau und Stade. An der Potsdamer Henning-von-Tresckow-Straße liegt eine ehemalige Kaserne, die Standort des 1. Garde-Regiments zu Fuß war. In diesem denkmalgeschützten Gebäude befindet sich heute (neben dem Ministerium für Infrastruktur und Landesplanung des Landes Brandenburg) die Gedenkstätte „Potsdam und der 20. Juli 1944“, die an den Widerstand des 20. Juli erinnert.
In Hannover gibt es seit 1995 eine Henning-von-Tresckow-Grundschule in der Tresckowstraße im Stadtteil Wettbergen.

### Rezeption in der Bildenden Kunst
Zu seinem 100. Geburtstag (2001) wurde in seiner Geburtsstadt Magdeburg an ihn gedacht: Es wurde in der Nähe seines im Zweiten Weltkrieg zerstörten Geburtshauses am Nordpark Magdeburg eine Stele und im Rathaus Magdeburg eine Büste des Bildhauers Rudolf P. Schneider aufgestellt.
Im Jahre 2005 erhielt das Potsdam Museum die Dauerleihgabe (erworben durch die Mittelbrandenburgischen Sparkasse) der Fotomontage „Henning von Tresckow“ aus dem Bildzyklus „Menschen in der Verantwortung“ der Künstlerin Angelika von Stocki, der erstmals zum 60. Jahrestag des Attentats (2004) in Potsdam gezeigt wurde.

### Weitere Ehrungen

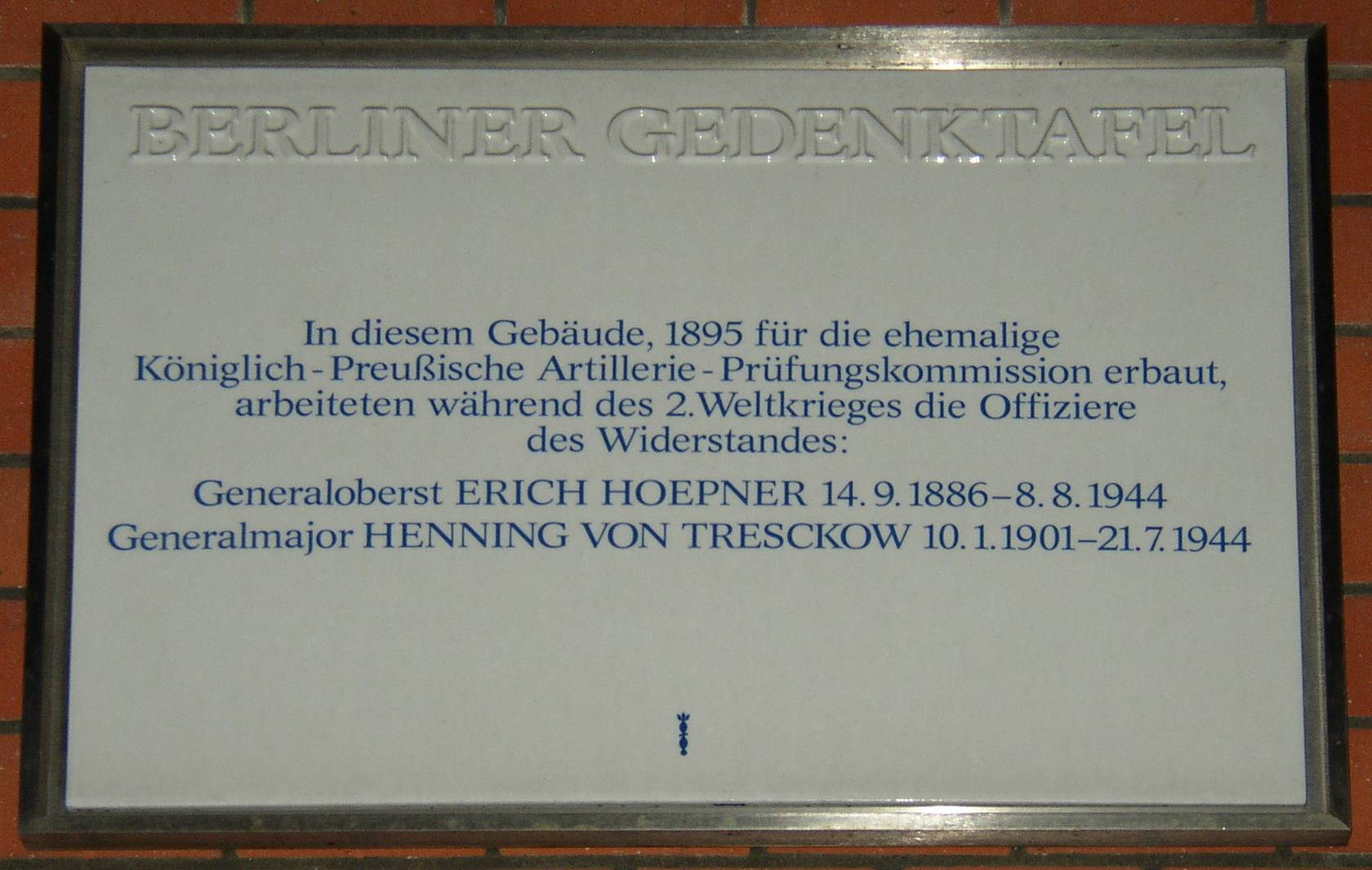
Berliner Gedenktafel, Bundeshaus

Im Jahre 1987 wurde auf dem Friedhofsteil 1 des Bornstedter Friedhofs in Potsdam ein Gedenkstein („Zum Gedenken an Henning und Erika von Tresckow, geb. von Falkenhayn und die Widerstandsbewegung vom 20. Juli 1944“) auf der Begräbnisstätte von General Erich von Falkenhayn, dem Schwiegervater Tresckows, gesetzt.
Zum 46. Jahrestag des Attentats vom 20. Juli 1944 (1990) wurde für Generaloberst Erich Hoepner und Generalmajor Henning von Tresckow am einstigen Verwaltungsgebäude der Königlich-Preußischen Artillerie-Prüfungskommission (heute: Bundeshaus) in Wilmersdorf eine Berliner Gedenktafel vom Berliner Senat aus KPM Porzellan enthüllt.
Aus Anlass des 90. Geburtstages (1990) wurde am Säuleneingang von Schloss Lindstedt in Potsdam, in dem vormals die Familie der Frau, von Falkenhayn, wohnte, eine Gedenktafel für das Ehepaar Erika und Henning von Tresckow angebracht.
Wiederholt fanden zu Widerstandskämpfern Gedenkgottesdienste, so auch 2001 zu Tresckow, in der Bornstedter Kirche statt.
2011 gründete sich im Offizierskasino des Einsatzführungskommandos der Bundeswehr in Geltow die Feld- und Militärloge „Henning von Tresckow“, eine Tochterloge der Großen National-Mutterloge „Zu den drei Weltkugeln“.
Die Clausewitz-Gesellschaft richtete 2014 gemeinsam mit der Deutschen Atlantischen Gesellschaft und der Vertretung des Landes Sachsen-Anhalt beim Bund ihr 5. Clausewitz-Strategiegespräch zum Thema „Henning von Tresckow – Seine Entwicklung als Persönlichkeit, sein Handeln als Soldat und seine Rolle im Widerstand gegen Hitler“ in Berlin aus.
2014 hielt seine Tochter die durch das Haus der Geschichte Baden-Württemberg und die Stauffenberg Gesellschaft veranstaltete Stauffenberg-Gedächtnisvorlesung im Weißen Saal des Neuen Schlosses in Stuttgart, in der sie den Werdegang ihres Vaters nachzeichnete: „Freiheit und Verantwortung“ (erschienen 2015 im Wallstein Verlag in Göttingen).

## Filmische Rezeption
Dokumentarfilme:
- „Chef des Generalstabes oder Tod auf dem Schafott“. Stationen im Leben des Henning von Tresckow. Dokumentarbericht, DDR 1986, Regie: Ulrich Teschner.
- Offiziere gegen Hitler. Dokumentarfilm, Deutschland 2004, Regie: Maurice Philip Remy.
- Hitler – Ein Attentat und die Drahtzieher aus Magdeburg. mdr-Zeitreise 2016, Regie: Frank Gensthaler

Spielfilme:
- Der 20. Juli. Spielfilm, BRD 1955, Regie: Falk Harnack (Fritz Tillmann als Tresckow).
- Stauffenberg. Spielfilm, Deutschland/Österreich 2004, Regie: Jo Baier (Ulrich Tukur als Tresckow).
- Die Stunde der Offiziere. Spielfilm, Deutschland 2004, Regie: Hans-Erich Viet (Bernhard Schütz als Tresckow).
- Operation Walküre – Das Stauffenberg-Attentat. Kinofilm, USA/Deutschland 2008, Regie: Bryan Singer (Kenneth Branagh als Tresckow).

### Biographisches
Monographie
- Bodo Scheurig: Henning von Tresckow. Ein Preuße gegen Hitler. Biographie. Unveränderte, mit einem Vorwort versehene Neuausgabe, Propyläen, Berlin 2004, ISBN 3-549-07212-0.

Beiträge in Sammelbänden
- Karl Otmar von Aretin: Henning von Tresckow. In: Rudolf Lill, Heinrich Oberreuter (Hrsg.): 20. Juli – Porträts des Widerstands (= Econ. 26148). Aktualisierte und überarbeitete Neuausgabe, 2. Auflage. Econ Verlag, Düsseldorf 1995, ISBN 3-612-26148-7, S. 423–437.
- Sigrid Grabner, Hendrik Röder (Hrsg.): Henning von Tresckow, ich bin, der ich war. Texte und Dokumente zu. 3., veränderte Auflage. Lukas-Verlag, Berlin 2005, ISBN 3-936872-44-9.
- Annette Mertens: Henning von Tresckow. A Christian Motive for Killing Hitler? In: Søren Dosenrode (Hrsg.): Christianity and Resistance in the 20th Century. From Kaj Munk and Dietrich Bonhoeffer to Desmond Tutu. Brill, Leiden u. a. 2009, ISBN 978-90-04-17126-8, S. 119–145.
- Gerd R. Ueberschär: Generalmajor Henning von Tresckow. In: Ders. (Hrsg.): Hitlers militärische Elite. 68 Lebensläufe. 3. Auflage. Theiss, Darmstadt 2015, ISBN 978-3-8062-3038-3, S. 527–533.
- Guntram Schulze-Wegener: Entscheidend ist die Tat. Henning von Tresckow und sein langer Weg zum 20. Juli 1944 In: Heiner Bröckermann (Hrsg.): Henning-von-Tresckow-Kaserne. Geltow. Schwielowsee. (= Stand.Punkt.Ort. Band 1, Herausgegeben vom Zentrum für Militärgeschichte und Sozialwissenschaften der Bundeswehr), Potsdam 2021, ISBN 978-3-941571-39-6, S. 11–42.

Gedenkvorlesung
- Uta von Aretin: Freiheit und Verantwortung. Henning von Tresckow im Widerstand (= Stuttgarter Stauffenberg-Gedächtnisvorlesung. 2014). Wallstein, Göttingen 2015, ISBN 978-3-8353-1694-2.

Kurzbiographien / Nachschlagewerke
- Günter Brakelmann: Henning von Tresckow. In: Harald Schultze, Andreas Kurschat (Hrsg.): „Ihr Ende schaut an…“. Evangelische Märtyrer des 20. Jahrhunderts. 2. Auflage. Evangelische Verlagsanstalt, Leipzig 2008, ISBN 978-3-374-02370-7, S. 493–494 („Biographisch-dokumentarischer Teil“).
- Joachim Fest: Staatsstreich. Der lange Weg zum 20. Juli. 5. Auflage. Siedler, Berlin 2004, ISBN 3-88680-810-6, 399–400 (Kurzbiographie).
- Ines Reich: Potsdam und der 20. Juli 1944. Auf den Spuren des Widerstandes gegen den Nationalsozialismus. Begleitschrift zur Ausstellung des Militärgeschichtlichen Forschungsamtes und des Potsdam-Museums. 3. veränderte Auflage. Rombach, Freiburg im Breisgau 1994, ISBN 3-7930-0697-2, S. 93–95 („Profile im Widerstand“).
- Peter Steinbach, Johannes Tuchel (Hrsg.): Lexikon des Widerstandes 1933–1945 (= Beck’sche Reihe, 1061). 2., überarbeitete und erweiterte Auflage. Beck, München 1998, ISBN 3-406-43861-X, S. 203–204 (Lexikoneintrag).
- Christoph Studt: Tresckow, Henning von. In: Neue Deutsche Biographie (NDB). Band 26, Duncker & Humblot, Berlin 2016, ISBN 978-3-428-11207-4, S. 403 (Digitalisat).

### Einzelbetrachtungen
- Christian Gerlach: Kalkulierte Morde: Die deutsche Wirtschafts- und Vernichtungspolitik in Weißrußland 1941 bis 1944. Hamburger Edition, Hamburg 1999, ISBN 3-930908-54-9.
- Winfried Heinemann: Der militärische Widerstand und der Krieg. In: Jörg Echternkamp (Hrsg.): Das Deutsche Reich und der Zweite Weltkrieg (= Beiträge zur Militär- und Kriegsgeschichte). Band 9: Die Deutsche Kriegsgesellschaft 1939 bis 1945. Halbband 1: Politisierung, Vernichtung, Überleben. Im Auftrag des Militärgeschichtlichen Forschungsamtes, DVA, München 2004, ISBN 3-421-06236-6, S. 743–892.
- Peter Hoffmann: Oberst i. G. Henning von Tresckow und die Staatsstreichpläne im Jahr 1943. In: Vierteljahrshefte für Zeitgeschichte, 2007, 55, 2, S. 331–364; ifz-muenchen.de (PDF; 1,4 MB).
- Johannes Hürter: Auf dem Weg zur Militäropposition. Tresckow, Gersdorff, der Vernichtungskrieg und der Judenmord. Neue Dokumente über das Verhältnis der Heeresgruppe Mitte zur Einsatzgruppe B im Jahr 1941. In: Vierteljahrshefte für Zeitgeschichte 52 (2004) 3, S. 527–562; ifz-muenchen.de (PDF; 1,6 MB).